# Velorennbahn Hardau
Die Velorennbahn Hardau war eine Radrennbahn im Zürcher Ortsteil Aussersihl. Die 1892 eröffnet Anlage war das erste grosse Stadion für Sportanlässe mit Zuschauer in der Stadt. Im Innenraum der Bahn wurden Fussballspiele ausgetragen und nicht-sportliche Veranstaltungen abgehalten. Am Ort der ehemaligen Sportstätte befindet sich heute der Hardaupark.

## Geschichte

### Radsport

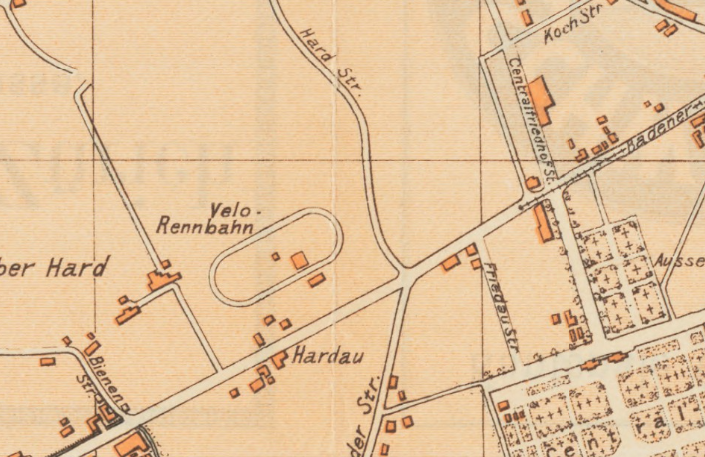
Die Rennbahn auf einem Stadtplan von 1894

Der Landwirt Carl Bockhorn finanzierte und sponserte die Anlage für den in den 1890er-Jahren aufkommende Radsport. Die 400 Meter lange Bahn wurde in der Nähe der Abzweigung der Albisriedenstrasse von der Badenerstrasse errichtet, wo später der Albisriederplatz entstand. Die Bahn hatte leicht überhöhte Kurven und einen Belag aus gestampfter Erde und Sand. Für die Zuschauer stand eine gedeckte Tribüne zur Verfügung. Die Bahn wurde jährlich verpachtet, der Pächter war verantwortlich für die regelmässige Durchführung von Radrennen während der Saison.
Mit den schneller werdenden Rennen zeigt sich, dass die Überhöhung der Kurven ungenügend war. Es kam zu stürzen bei den Steher- und Motorradrennen, sodass zeitweise solche Veranstaltungen verboten wurden.
Das letzte Rennen fand am 28. August 1911 statt. Die Radrennbahn musste dem Kiesabbau weichen, auf Fotos von 1910 ist zu sehen, dass sich der Abbruch in die Kiesgrube bereits unmittelbar neben der Bahn befand. Sie wurde durch die Offene Rennbahn Oerlikon ersetzt, die 1912 den Betrieb aufnahm. Für deren Standort eingesetzt habe sich unter anderem auch der Direktor der privaten Tramlinie Zürich-Oerlikon-Seebach.

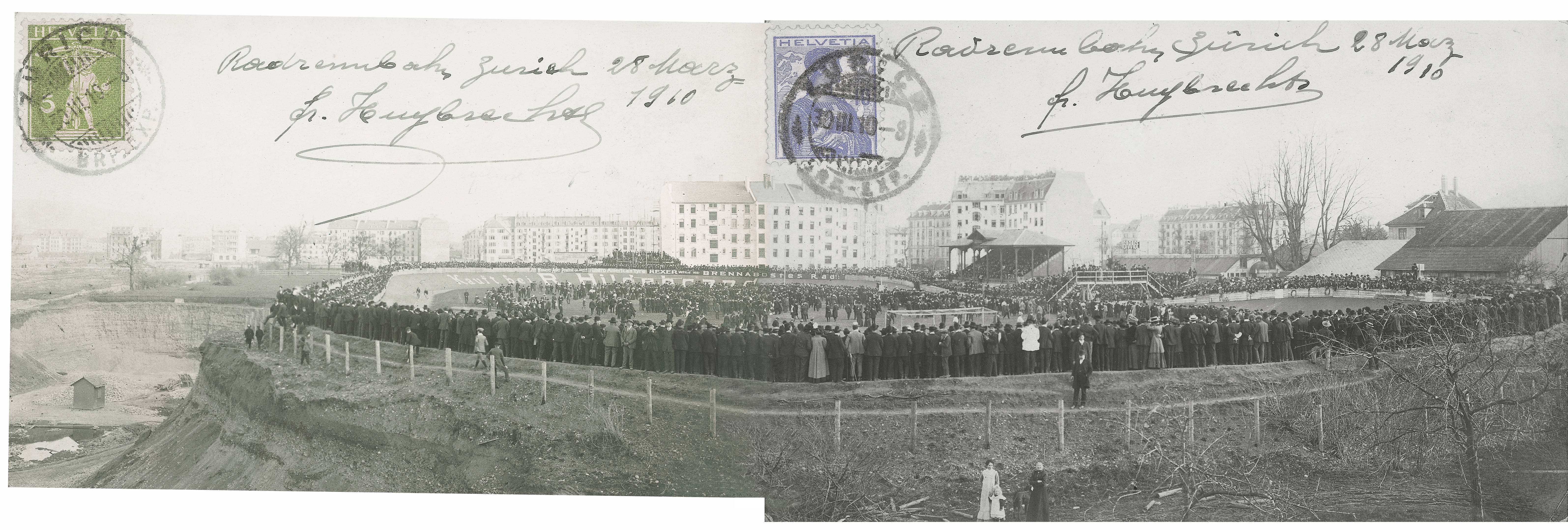
Aus zwei Postkarten zusammengesetztes Panoramabild der Rennbahn im Jahre 1910.

### Fussball

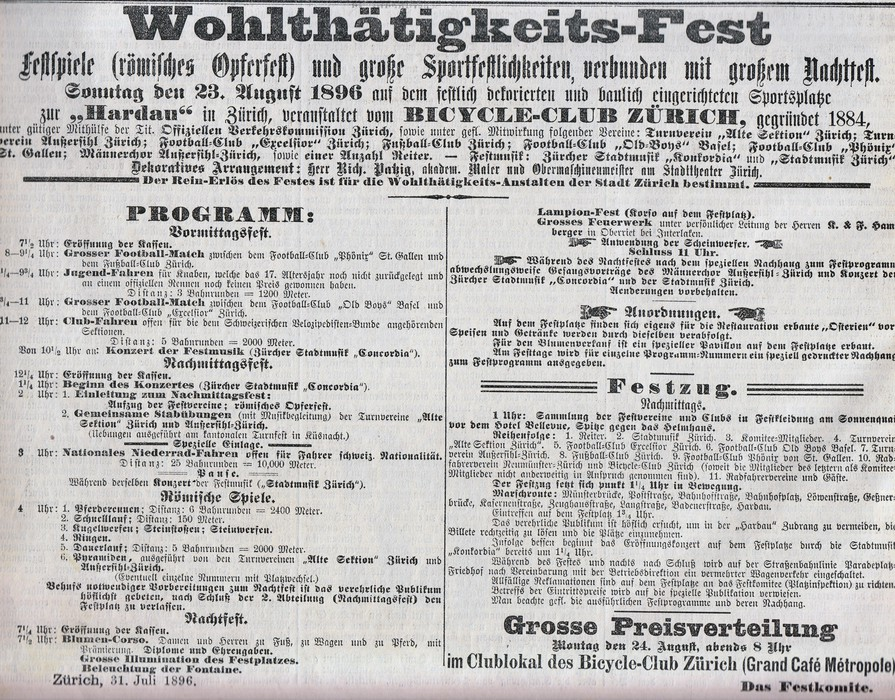
Einladung zum Wohltätigkeitsfest mit dem ersten Spiel des FCZ

Der Innenbereich der Radrennbahn diente dem Fussballclub Zürich (FCZ) als Spiel- und Trainingsplatz. Am 30. August 1896 trug der wenige Tage zuvor gegründete Club im Rahmen einer Wohltätigkeitsveranstaltung seinen allerersten Match in der Rennbahn aus. Das Spiel gegen den Fussballclub Phoenix St. Gallen, einem Vorgängerverein des FC St. Gallen 3:3 unentschieden. Die Veranstaltung wurde wegen schlechten Wetters um eine Woche verschoben und fand demzufolge nicht an dem im Zeitungsinserat genannten Termin statt.
1911, im letzten Jahr des Bestehens der Rennbahn, wurde in ihr das erste Fussballländerspiel auf Zürcher Boden ausgetragen. Die Schweizer Nationalmannschaft spielte gegen die Ungarische und gewann 2:0. Das Spiel fand am 8. Januar vor 3000 Zuschauern statt und wurde auf Schnee ausgetragen. Beim Rückspiel Ende desselben Jahres in Budapest verlor die Schweiz 9:0.
1925 wurde etwas weiter stadtauswärts vom FCZ das alte Letzigrund-Stadion erbaut.

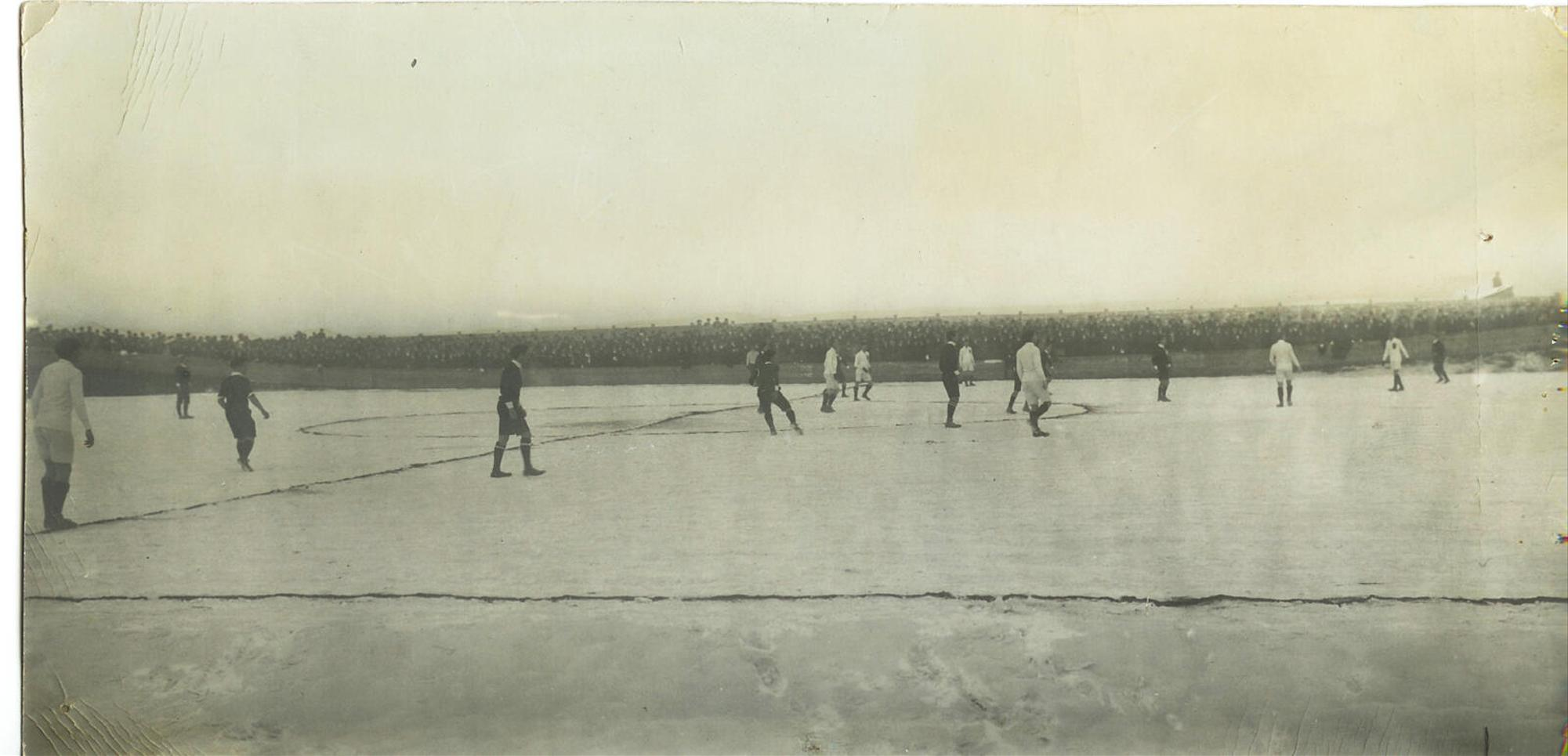
Auf Schnee ausgetragenes Länderspiel Schweiz–Ungarn